# Trimmatom sagma
Trimmatom sagma är en fiskart som beskrevs av Winterbottom, 1989. Trimmatom sagma ingår i släktet Trimmatom och familjen smörbultsfiskar. Inga underarter finns listade i Catalogue of Life.